# Belmiro Braga
Belmiro Braga är en kommun i Brasilien.   Den ligger i delstaten Minas Gerais, i den sydöstra delen av landet, 800 km sydost om huvudstaden Brasília. Antalet invånare är 3 404.
Omgivningarna runt Belmiro Braga är huvudsakligen savann. Runt Belmiro Braga är det ganska glesbefolkat, med 27 invånare per kvadratkilometer.